# Интервики
О ссылках между вики-проектами Фонда Викимедиа см. Википедия:Интервики.
Интерви́ки (англ. interwiki) — ссылки между разными вики-системами через сеть Интернет. В интерфейсе Википедии слева есть реализация связок со статьями из других разделов.
При её использовании можно избежать вставки в текст полного URL страницы, ограничившись внутренней ссылкой. При этом ссылка формируется следующим образом: префикс удалённой вики-системы + название страницы в удалённой вики.
В отличие от системы доменных имён, единой базы интервики-префиксов нет, поэтому каждый администратор вики-системы определяет их в соответствии со своими надобностями.

## Пример
Данный пример справедлив для MediaWiki и Trac. Чтобы создать интервики-ссылку, ведущую на статью Википедии Jabber, надо ввести текст: [[wikipedia:ru:jabber|jabber]]

## Поддержка в вики-системах
В колонке Синтаксис показана интервики-ссылка на статью Википедии — jabber. Почти во всех системах префикс для Википедии достаточно предсказуемый — wikipedia. Не все вики-системы поддерживают ссылки на языковые разделы Википедии, отличные от английского, например, в DokuWiki нет такой возможности, поэтому для использования ссылок на русский раздел нужно дополнительно модифицировать таблицу префиксов.
| Название вики | Синтаксис                                        |
| MediaWiki     | [[wikipedia:ru:jabber\|jabber]]                  |
| Trac          | [[wikipedia:ru:jabber\|jabber]]                  |
| DokuWiki      | [[wikipedia>jabber]] или [[wp>jabber]]           |
| WackoWiki     | wikipedia:jabber или [[wikipedia:jabber jabber]] |

## Использование в Википедии
В конктексте Википедии интервики — это в первую очередь ссылки, которые указывают на версию статьи в другом языковом разделе (в интерфейсе они размещены в левой боковой панели). Префиксом в данном случае является код языка по стандарту ISO 639.
Также механизм интервики используется для организации взаимных ссылок между проектами Фонда Викимедиа. Каждый из братских проектов имеет заранее определённый префикс. Например, чтобы создать ссылку, ведущую в Викисловарь на статью jabber, — надо использовать следующий текст [[wikt:ru:jabber]] или более длинный вариант [[wiktionary:ru:jabber]].